# Benito Pérez Galdós

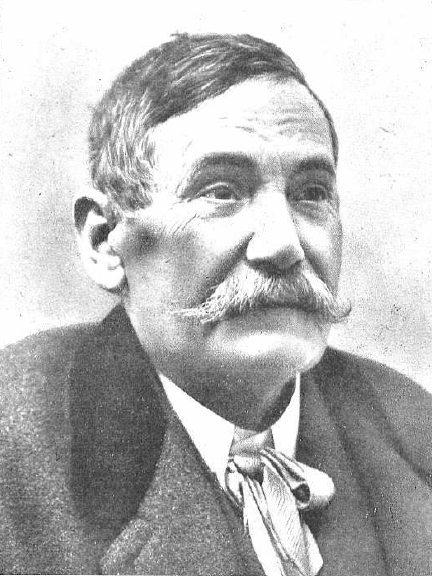
Benito Pérez Galdós (1915)

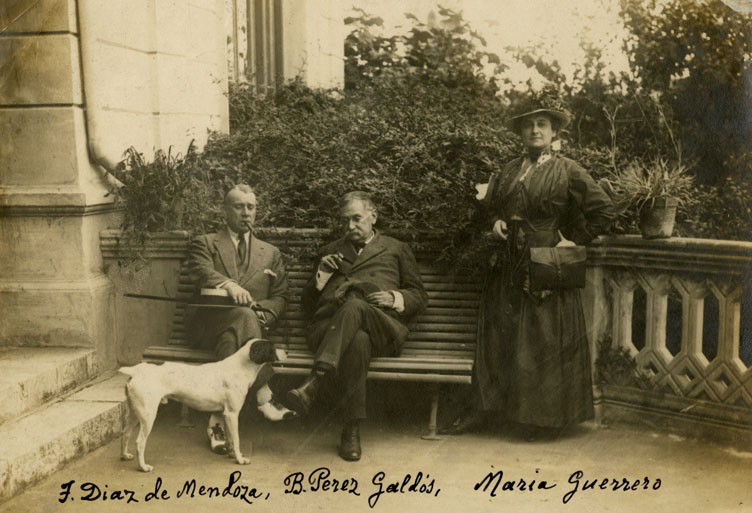
Benito Pérez Galdós (uprostřed)

Benito Pérez Galdós (10. května 1843 Las Palmas de Gran Canaria – 4. ledna 1920 Madrid) byl španělský romanopisec, dramatik a memoárista.

## Život
Benito Pérez Galdós se nikdy neoženil, udržoval avšak dlouhé roky vztah např. se známou spisovatelkou Emilií Pardo Bazán, Conchou Ruth Morell, či Lorenzou Cobián, která mu také roku 1891 porodila dceru Maríu Pérez-Galdós. Roku 1897 se stal členem Španělské královské akademie (RAE). Roku 1912 byl dokonce navržen na Nobelovu cenu za literaturu.
Roku 1920 zemřel, byl pochován na madridském hřbitově 'Cementerio de La Almudena'.
Je považován za největšího představitele španělského realistického románu a vůdčí postavu španělské literatury 2. poloviny 19. století. Galdós byl znalcem španělského lidu a jeho každodenního jazyka, kterým mnohdy mluví také postavy jeho románů. Jeho romány se sociální tematikou jsou zaměřeny spíše liberálně a místy též antiklerikálně; zejména ve Španělsku jsou dodnes populární, zatímco jeho pokusy dramatické takový úspěch nezaznamenaly.

## Dílo
- La sombra (1870)
- La Fontana de Oro (1870)
- El audaz (1871)
- Doña Perfecta (1876)
- Gloria (1877)
- La familia de León Roch (1878)
- Marianela (1878)
- La desheredada (1881)
- El doctor Centeno (1883)
- Tormento (1884)
- La de Bringas (1884)
- El amigo Manso (1882)
- Lo prohibido (1884–85)
- Fortunata y Jacinta (1886–87)
- Celín, Trompiquillos y Theros (1887)
- Miau (1888)
- La incógnita (1889)
- Torquemada en la hoguera (1889)
- Realidad (1889)
- Ángel Guerra (1890–91)
- Tristana (1892)
- La loca de la casa (1892)
- Torquemada en la cruz (1893)
- Torquemada en el purgatorio (1894)
- Torquemada y San Pedro (1895)
- Nazarín (1895)
- Halma (1895)
- Misericordia (1897)
- El abuelo (novela) (1904)
- Casandra (1905)
- El caballero encantado (1909)
- La razón de la sinrazón (1909)

## Fotogalerie

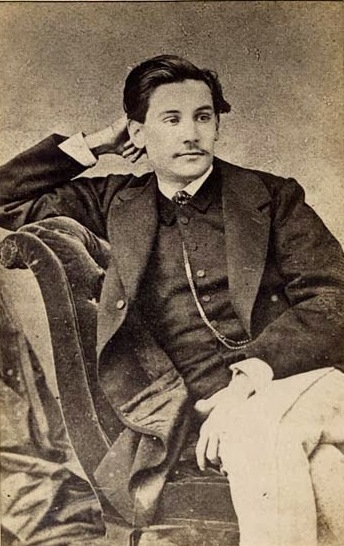
Benito Pérez Galdós (1863)
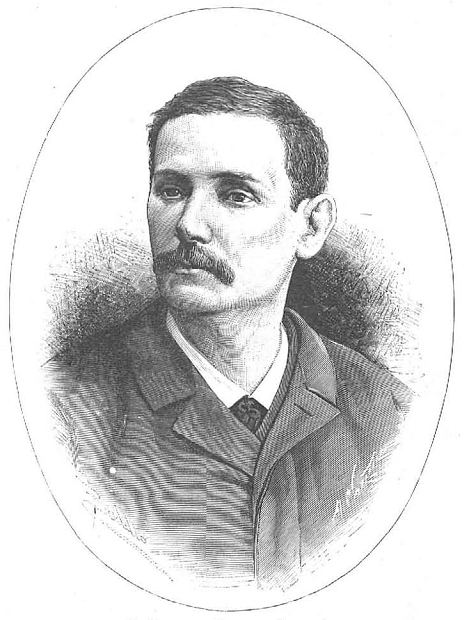
Benito Pérez Galdós (1883)
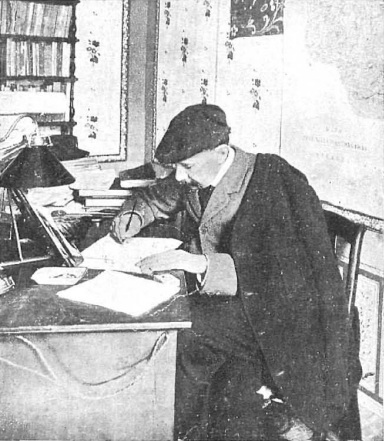
Benito Pérez Galdós (1901)
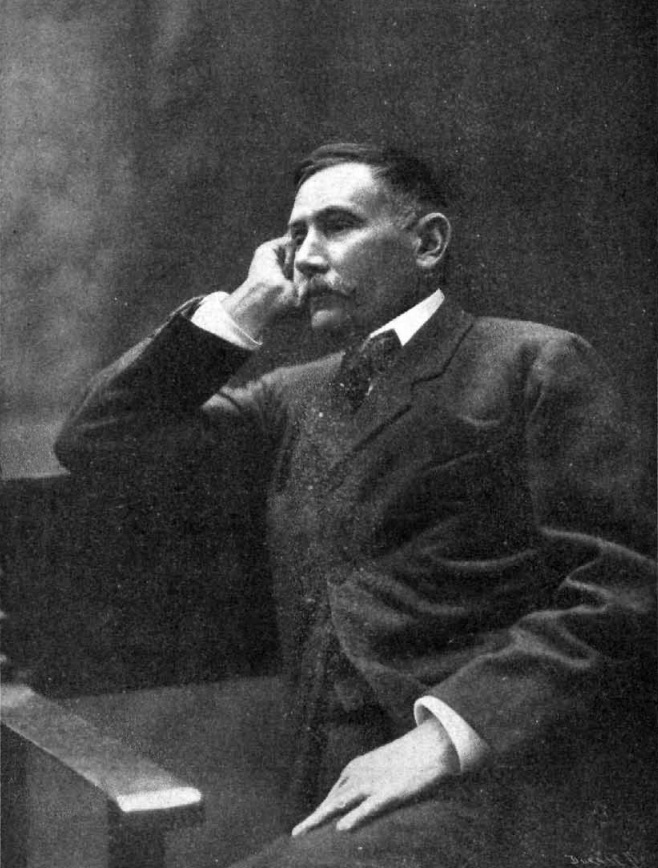
Benito Pérez Galdós (1909)
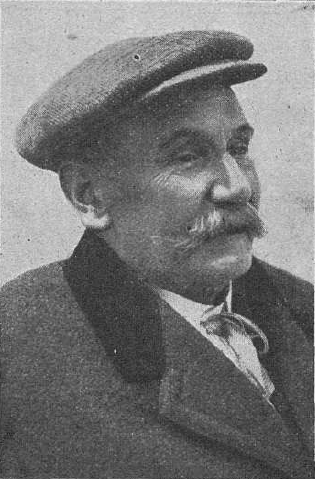
Benito Pérez Galdós (1914)